# Distrito de Coya
El distrito de Coya es uno de los ocho distritos de la provincia de Calca, ubicada en el departamento de Cusco,  bajo la administración el gobierno regional del Cuzco, en el Perú.
La provincia de Calca desde el punto de vista de la jerarquía eclesiástica está comprendida en la Arquidiócesis del Cusco.

## Historia
Oficialmente, el distrito de Coya fue creado el 11 de septiembre de 1951 mediante Ley dada en el gobierno del Presidente Manuel A. Odría.

## Geografía
La capital es el poblado de Coya, situado a 2 944 m s. n. m. sus comunidades campesinas reconocidos Coya Qosqo, Coya Runa, Macay, Quillhuay, Sihua, Qquenqqo, Patabamba, Paullo, Huaynapata y Ayarcancha.

## Autoridades

### Municipales
- 2019 - 2022[2]
  - Alcalde: Mario Wilian Mora Vásquez, del Movimiento Regional Inka Pachakuteq.
  - Regidores:

  1. Antero Champi Pauccar (Movimiento Regional Inka Pachakuteq)
  2. Luz María Zúñiga Estrada (Movimiento Regional Inka Pachakuteq)
  3. Fortunato Quispe Yuncattupa (Movimiento Regional Inka Pachakuteq)
  4. Facundo Huillca Yapu (Movimiento Regional Inka Pachakuteq)
  5. René Cristóbal Palomino Lasteros (Acción Popular)

- 2011-2014:[3]
  - Alcalde: Paulo Quino Rodríguez, del Movimiento Regional Pan.

### SUB GERENCIAS
- SUB GERENCIA DE DESARROLLO ECONOMICO:
  1. ING. JOHN GUEVARA
- SUB GERENCIA DE INFRAESTRUCTURA:
  1. ING. BRYAN
- SUB GERENCIA DE DESARROLLO SOCIAL:
  1. CPC. WALTER RAUL MAMANI QUISPE

## Festividades
- Carnavales.
- Machuchaquey.
- San Juan.
- Virgen Asunta.

## Deportes

### Fútbol
| Clubes de fútbol | Clubes de fútbol | Clubes de fútbol | Clubes de fútbol | Clubes de fútbol |
| ---------------- | ---------------- | ---------------- | ---------------- | ---------------- |

| Nombre         | Fundación | Estadio               | Liga              |           |
| -------------- | --------- | --------------------- | ----------------- | --------- |
| Unión Porvenir | Coya      | 01 de octubre de 1925 | Municipal de Coya | Copa Perú |